# Tétrafluorure de plutonium
Le tétrafluorure de plutonium est un composé chimique de formule PuF4. Il se présente sous forme d'un solide brun rouge cristallisé, et sa circulation est réglementée dans le cadre du traité sur la non-prolifération des armes nucléaires.
On obtient du PuF4 par action du fluorure d'hydrogène HF sur du dioxyde de plutonium PuO2 ou du trifluorure de plutonium PuF3 dans un flux d'oxygène O2 à une température comprise entre 450 et 600 °C, l'oxygène étant là pour limiter la réduction du plutonium par l'hydrogène du fluorure d'hydrogène :
PuO2 + O2 + 4 HF → PuF4 + O2 + 2 H2O.
4 PuF3 + O2 + 4 HF → 4 PuF4 + 2 H2O.
L'hexafluorure de plutonium PuF6 se dissocie en PuF5 et fluor F2 sous l'effet d'un rayonnement laser de longueur d'onde inférieure à 520 nm, le pentafluorure donnant du tétrafluorure si l'on poursuit l'irradiation.